# Simon Denny

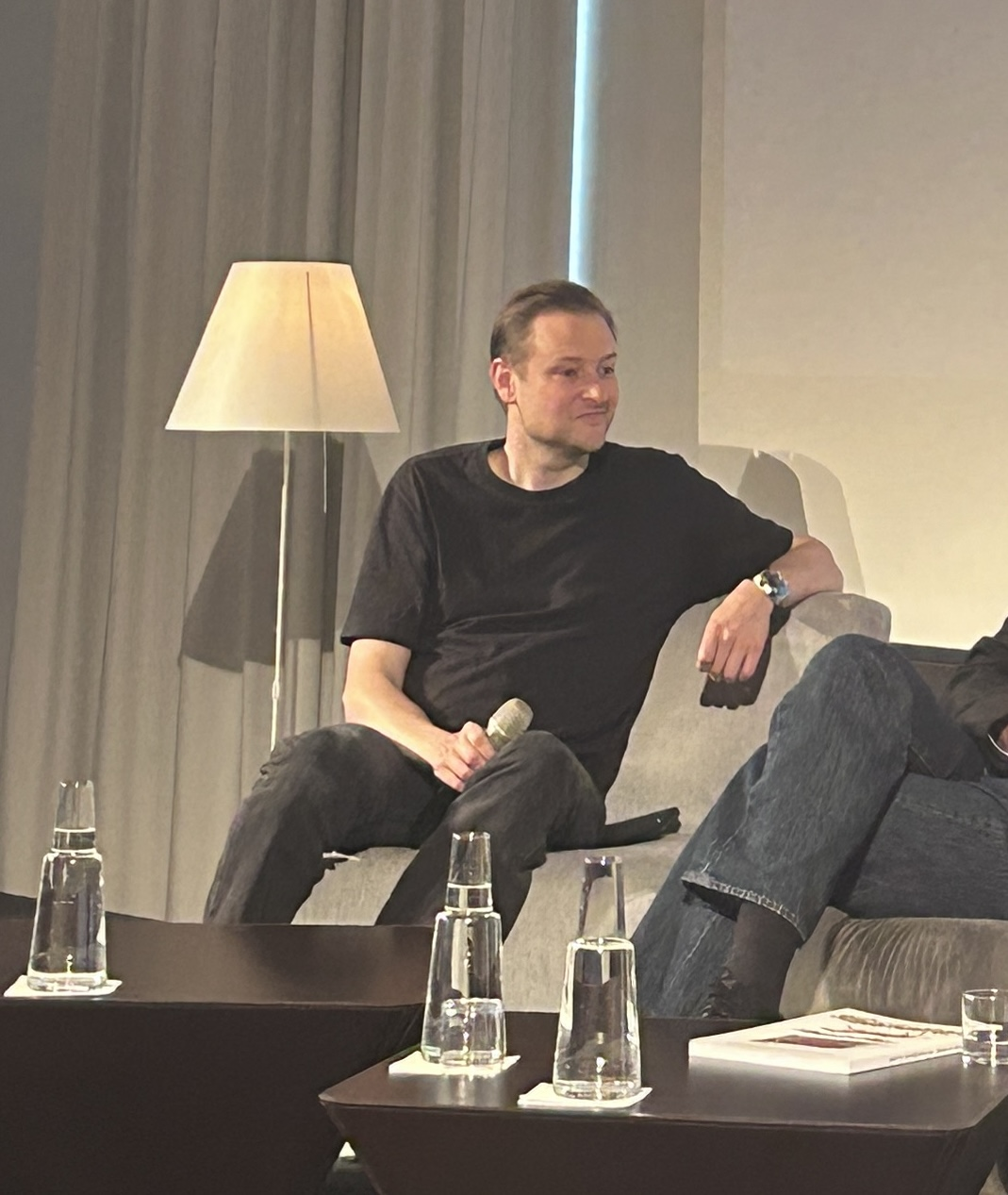
Simon Denny (2023)

Simon Denny (* 1982 in Auckland, Neuseeland) ist ein neuseeländischer Künstler, der als Installationskünstler bekannt wurde. Er ist Professor für Zeitbezogene Medien an der Hochschule für bildende Künste Hamburg.

## Leben und Werk
Denny absolvierte 2005 die Elam School of Fine Arts der University of Auckland mit dem Abschluss Bachelor of Fine Arts (BFA). 2009 schloss er die Meisterschule am Frankfurter Städel ab. Seit 2003 werden seine Werke in Gruppen- und Einzelausstellungen in seiner Heimat, in den USA und in Europa ausgestellt.
2015 wurde seine Installation Secret Power auf der 56. Biennale di Venezia an zwei Orten, der Biblioteca Marciana am Markusplatz und in der Ankunftshalle des Flughafens Marco Polo, gezeigt, die sich mit dem früheren Chefdesigner David Darchicourt der US-amerikanischen National Security Agency befasst (NSA).
2020 zeigt Denny in seiner Ausstellung Mine, die sowohl „Meins“ als auch „Bergwerk“ bedeutet, wie bei einer Spielzeugmesse verschiedene Spiele, die den unterhaltsamen Verkauf von Umweltzerstörung, die Totalüberwachung des Menschen und die Abschaffung des Arbeiters durch einen vollautomatisierten Bergbau thematisieren.

## Preise und Auszeichnungen
- 2007: Studienaufenthalt an der Public Art Gallery, Dunedin, Neuseeland.
- 2009/2010: Studienaufenthalt Kölnischer Kunstverein, Köln.
- 2012: Kunstzeitraum der PIN. Freunde der Pinakothek der Moderne, München.
- 2013/2013: Preis ars viva.
- 2012: mit Michael Lett: Bâloise Art Price, Art Basel, Basel.
- 2013: Nominierung für den Preis der Nationalgalerie für junge Kunst, Berlin.

## Ausstellungen
- 2008: mit Alexandra Bircken, Ursula Blickle Stiftung, Kraichtal.
- 2011: Cruise Line, Neuer Aachener Kunstverein (NAK), Aachen.
- 2012: Full Participation. Aspen Art Museum, Aspen, Colorado, USA.
- 2013: All You Need Is Data - The DLD 2012 Conference Redux, Kunstverein München.
- 2013: All You Need Is Data - The DLD 2012 Conference REDUX rerun, Petzel Gallery, Manhattan, New York City, USA.
- 2013: The Personal Effects of Kim Dotcom, Museum Moderner Kunst Stiftung Ludwig Wien (mumok), Wien; danach 2014 in Firstcom, Colchester, England und danach in der Adam Art Gallery der Victoria University of Wellington, Neuseeland.
- 2014: Disruptive Berlin, Galerie Buchholz, Berlin.
- 2014: New Management, Neuer Portikus, Frankfurt am Main. Katalog.
- 2015: The Innovator’s Dilemma, MoMA PS1, Queens, New York City, USA.
- 2015: Secret Power, Neuseeländischer Pavillon, Biennale di Venezia, Venedig, Italien.
- 2015: Products for Formalized Organisations, Serpentine Gallery, Serpentine Sackler Gallery, London.
- 2018: Games of Decentralized Life, Galerie Buchholz, Köln.
- 2020: Mine, Museum K21, Düsseldorf.